# Кайл Бекерман
Кайл Бекерман (англ. Kyle Beckerman, нар. 23 квітня 1982) — американський футболіст, півзахисник клубу «Реал Солт-Лейк» та національної збірної США.
У складі збірної — володар Золотого кубка КОНКАКАФ.

## Клубна кар'єра
У дорослому футболі дебютував 2000 року виступами за команду клубу «Маямі Ф'южн», в якій провів один сезон, взявши участь лише у 3 матчах чемпіонату.
Своєю грою за цю команду привернув увагу представників тренерського штабу клубу «Колорадо Рапідз», до складу якого приєднався 2002 року. Відіграв за команду з Денвера наступні п'ять сезонів своєї ігрової кар'єри. Більшість часу, проведеного у складі «Колорадо Репідс», був основним гравцем команди.
До складу клубу «Реал Солт-Лейк» приєднався 2007 року. Відтоді встиг відіграти за команду з Солт-Лейк-Сіті 180 матчів в національному чемпіонаті.

## Виступи за збірну
2007 року дебютував в офіційних матчах у складі національної збірної США. Наразі провів у формі головної команди країни 35 матчів, забивши 1 гол.
У складі збірної був учасником розіграшу Кубка Америки 2007 року у Венесуелі, а також двох розіграшів Золотого кубка КОНКАКАФ: 2009 та 2013, на яких американці посіли відповідне друге та перше місця.
У травні 2014 року включений головним тренером збірної США Юргеном Клінсманном до заявки національної команди для участі у чемпіонаті світу 2014.

## Титули і досягнення
- Володар Золотого кубка КОНКАКАФ: 2013
- Срібний призер Золотого кубка КОНКАКАФ: 2009